# Ancretiéville-Saint-Victor
Ancretiéville-Saint-Victor és un municipi francès situat al departament del Sena Marítim i a la regió de Normandia. L'any 2007 tenia 340 habitants.

## Demografia

### Població
El 2007 la població de fet d'Ancretiéville-Saint-Victor era de 340 persones. Hi havia 114 famílies de les quals 16 eren unipersonals (12 homes vivint sols i 4 dones vivint soles), 31 parelles sense fills, 59 parelles amb fills i 8 famílies monoparentals amb fills.
La població ha evolucionat segons el següent gràfic:
Habitants censats

### Habitatges
El 2007 hi havia 126 habitatges, 119 eren l'habitatge principal de la família, 4 eren segones residències i 3 estaven desocupats. Tots els 124 habitatges eren cases. Dels 119 habitatges principals, 105 estaven ocupats pels seus propietaris, 8 estaven llogats i ocupats pels llogaters i 6 estaven cedits a títol gratuït; 3 tenien dues cambres, 6 en tenien tres, 27 en tenien quatre i 83 en tenien cinc o més. 103 habitatges disposaven pel capbaix d'una plaça de pàrquing. A 44 habitatges hi havia un automòbil i a 70 n'hi havia dos o més.

### Piràmide de població
La piràmide de població per edats i sexe el 2009 era:
| Homes | Edats   | Dones |
| ----- | ------- | ----- |
| 0     | 95 o +  | 0     |
| 0     | 90 a 94 | 0     |
| 0     | 85 a 89 | 0     |
| 0     | 80 a 84 | 4     |
| 8     | 75 a 79 | 0     |
| 4     | 70 a 74 | 4     |
| 4     | 65 a 69 | 0     |
| 4     | 60 a 64 | 0     |
| 12    | 55 a 59 | 4     |
| 16    | 50 a 54 | 8     |
| 8     | 45 a 49 | 12    |
| 12    | 40 a 44 | 20    |
| 8     | 35 a 39 | 8     |
| 16    | 30 a 34 | 28    |
| 12    | 25 a 29 | 8     |
| 4     | 20 a 24 | 0     |
| 4     | 15 a 19 | 8     |
| 16    | 10 a 14 | 16    |
| 4     | 5 a 9   | 4     |
| 12    | 0 a 4   | 20    |

## Economia
El 2007 la població en edat de treballar era de 229 persones, 177 eren actives i 52 eren inactives. De les 177 persones actives 166 estaven ocupades (88 homes i 78 dones) i 11 estaven aturades (4 homes i 7 dones). De les 52 persones inactives 20 estaven jubilades, 18 estaven estudiant i 14 estaven classificades com a «altres inactius».

### Ingressos
El 2009 a Ancretiéville-Saint-Victor hi havia 122 unitats fiscals que integraven 357,5 persones, la mediana anual d'ingressos fiscals per persona era de 18.209 €.

### Activitats econòmiques
Dels 8 establiments que hi havia el 2007, 1 era d'una empresa extractiva, 4 d'empreses de construcció, 1 d'una empresa immobiliària, 1 d'una empresa de serveis i 1 d'una entitat de l'administració pública.
Dels 3 establiments de servei als particulars que hi havia el 2009, 2 eren fusteries i 1 electricista.
L'any 2000 a Ancretiéville-Saint-Victor hi havia 19 explotacions agrícoles que ocupaven un total de 540 hectàrees.

## Equipaments sanitaris i escolars
El 2009 hi havia una escola elemental.

## Poblacions més properes
El següent diagrama mostra les poblacions més properes.